# Hattmatt
Hattmatt – miejscowość i gmina we Francji, w regionie Grand Est, w departamencie Dolny Ren.
Według danych na rok 1990 gminę zamieszkiwało 591 osób, 142 os./km².